# Кавкаскаја
Кавкаскаја (рус. Кавказская) насељено је место руралног типа (станица) на југозападу европског дела Руске Федерације. Налази се на истоку Краснодарске Покрајине и административно припада њеном Кавкаском рејону.
Према статистичким подацима Националне статистичке службе Русије за 2017. у насељу је живело 10.627 становника и једно је од највећих сеоских насеља на тлу Русије.

## Географија
Станица Кавкаскаја се налази у јужном делу Кавкаског рејона на свега 3 км источно од града Кропоткина, односно на око 140 км североисточно од покрајинског центра, града Краснодара. Лежи у ниској и доста мочварној Кубањско-приазовској низији уз десну обалу реке Кубањ, на надморској висини од око 130 m.

## Историја
кавкаско козачко насеље основано је током 1794. године од стране потпуковника Донских Козака који су се на то подручје преселили из Романовске станице у Ростовској обасти. У два наврата − 1944. до 1956. и од 1980. до 2009 − станица кавкаскаја је била административним средиштем Кавкаског рејона.

## Демографија
Према подацима са пописа становништва 2010. у селу је живело 11.164 становника, док је према проценама из 2017. село имало 10.627 становнка.
| 1897. | 1939. | 1959. | 1970. | 1979. | 1989.  | 2002.  | 2010.  | 2017.  |
| ----- | ----- | ----- | ----- | ----- | ------ | ------ | ------ | ------ |
| 8.293 | −     | 7.530 | −     | 9.398 | 10.755 | 11.531 | 11.164 | 10.627 |